# Геловани, Варлаам Леванович
Варлаам Леванович Геловани (14 апреля 1878 — 22 февраля 1915) — князь, политический и общественный деятель, депутат IV Государственной думы Российской империи.

## Биография
Был младшим сыном князя Левана Геловани и Деспины Шервашидзе. Родовое имение — в с. Спатогори Кутаисской губернии Российской империи, ныне в составе Грузии.
Нераздельно с братьями, Константином и Платоном владел имением в Лечхумском уезде Кутаисской губернии (около 1000 десятин леса и 200 десятин пахотных земель).
Окончил юридический факультет Санкт-Петербургского Императорского университета и состоял помощником Присяжного Поверенного тамошней судебной палаты. В активную политическую и общественную жизнь включился как член народнической группы Петроградской адвокатуры.
Убежденный социал-федералист, мечтавший о возрождении Грузии, он утверждал:
Не в отрицании особых интересов маленьких наций, а в их сочетании с задачами огромного целого - единственный путь к здравому государственному строительству
Некоторое время состоял должности секретаря «Трудовой группы» в III Государственной думе Российской империи. Вернувшись в конце сессии (в 1912 г.) на Кавказ, он был избран в IV Государственную думу от Кутаисской Губернии по списку социалистов-федералистов, от группы «трудовиков».
Был председателем одного из шахматных клубов Санкт-Петербурга. Варлам Геловани был также избран секретарем Петербургского отделения Общества Единения Народностей России (под председательством графа Ивана Толстого). Был личным другом Александра Фёдоровича Керенского (вместе с тем, в частных беседах признавался, что «Мы грызёмся»).

## IV Государственная дума
Выборы в четвертую Государственную Думу состоялись в сентябре — октябре 1912 года. К этому времени у РСДРП в Грузии появился серьёзный конкурент — Национально-демократическая партия, и симпатии избирателей явно склонились в сторону её представителей. На Кавказе, как и прежде, должны были быть избраны 10 депутатов Государственной Думы.
Восстановить своё ослабшее в Тифлисской губернии влияние грузинским социал-демократам меньшевикам удалось путём привлечения симпатий армянского населения. Из 21 выборщика в Тифлисской губернии 15 были армянами. Благодаря именно их поддержке меньшевик Николай Чхеидзе вновь стал депутатом. Зато в Кутаисской губернии победу одержали национально-демократические силы: от этой губернии депутатом был избран их представитель Варлаам Геловани. Социал-демократы победили в Батумской и Карсской областях и Сухумском округе, депутатом от которых избрали меньшевика Акакия Чхенкели. Матвей Скобелев, получивший мандат от русского населения Кавказа, тоже был социал-демократом. Лидером социал-демократической фракции в Государственной Думе вновь стал Николай Чхеидзе.
Четвёртая Государственная Дума занимает важное место в грузинской истории: именно там был поставлен вопрос об автономии Грузии. Постановка этого вопроса связана с именами Акакия Чхенкели и Варлаама Геловани. 10 декабря 1912 года, выступая с трибуны четвёртой Думы, Акакай Чхенкели произнёс речь, краткое содержание которой можно сформулировать следующим образом: 1) национальный вопрос весьма важен для такой многонациональной страны, как Россия; 2) для того чтобы Российское государство было сильным, необходимо разработать национальную политику, одинаково приемлемую как для русских, так и для представителей других национальностей; 3) следует упразднить все законы, ограничивающие права нерусских народов; 4) Грузия, грузинский народ на себе испытали все невзгоды национального гнета; 5) социал-демократия будет бороться, защищая интересы всех угнетённых народов; 6) каждая нация, проживающая в России, должна получить право на создание собственных исполнительных органов; 7) социал-демократическая фракция сделает все, чтобы ускорить процесс создания таких органов. Хотя Акакий Чхенкели в этом выступлении ни разу не употребил слово «автономия», но, говоря о «собственных исполнительных органах», он подразумевал именно это.
В своём выступлении в Государственной Думе 13 декабря 1912 года прямо поставил вопрос о создании территориальной автономии Грузии в составе России. Хотя никаких практических последствий это выступление не вызвало, сам факт постановки вопроса об автономии Грузии был весьма важным.
Деятельность грузинских политиков в Государственной Думе четырёх созывов во многом определила лицо грузинской политической элиты. Приобретённый в результате этой деятельности опыт был использован в процессе воссоздания государственности Грузии в 1918—1921 годах.

## Первая мировая война
Как только была объявлена война, князь Варлаам Геловани отправился на германский фронт в качестве командира санитарного отряда Государственной Думы. Под Августовом (город на северо-востоке Польши) лично выносил из-под обстрела раненых бойцов и был награждён Георгиевской медалью и знаком отличия Красного Креста. Под началом князя Геловани, в санитарном отряде служил Федор Крюков, известный писатель и журналист, которого некоторые считают подлинным автором «Тихого Дона». В годы первой мировой войны Шолохов был слишком молод, чтобы участвовать в военных действиях и столь детально и правдоподобно описать фронтовой быт, в том числе и быт военного лазарета. Федор Крюков же написал несколько очерков о деятельности санитарного отряда и походного лазарета («Около войны», «Силуэты»).
В начале 1915 года был направлен на Кавказский фронт. В лазарете заразился сыпным тифом, от которого и умер 22 февраля 1915 года.
Некролог на смерть В. Л. Геловани, написанный А. Ф. Керенским и опубликованный в Петроградском журнале «Северная звезда», заканчивается следующими словами:
 Милый друг , невыносимо тяжело сознавать, что тебя нет и не будет больше рядом с нами! Ты ушёл, оставив нам новый пример того, как должны уходить люди долга. О, если бы и у нас хватило сил, когда придет час, так же просто и до конца исполнить наш долг. 24 Февраля 1915 год.  А. Керенский
Вскоре после смерти в Петрограде было создано «Просветительное общество имени князя Варлаама Геловани», ставившее своей целью заботу о сиротах погибших в боях воинов, открытие школ, детских садов издание учебников, поддержку церкви и памятников истории и архитектуры (его устав был утверждён уже при Временном правительстве, в апреле 1917 г.).

## Семья
- Отец — князь Геловани, Леван Годжаспирович — подпоручик милиции, участник Русско-турецкой войны 1877—1878 гг.
- Мать — княгиня Шервашидзе, Деспина Григорьевна
- Супруга — княгиня Тархан-Моурави, Нина Георгиевна, дочь генерал-майора князя Георгия Иорамовича Тархан-Моурави от брака с Софьей Власьевной (N). Нина Георгиевна участвовала в трудах мужа, была сестрой милосердия на фронте в отряде своего супруга и одновременно с ним заболела тифом, но выздоровела. Их единственный сын Георгий умер малолетним.
- Брат — князь Геловани, Константин Леванович — российский и грузинский военачальник. Герой Русско-японской войны 1904—1905 гг., участник 1-й мировой войны. Генерал Грузинской Демократической Республики.
- Брат — князь Геловани, Платон Леванович — о судьбе практически ничего неизвестно, расстрелян 10.08.1937. Осуждён с личной санкции И. В. Сталина. На расстрельном списке подписи: «ЗА» Сталин, Молотов, Каганович[6].
- Сын — князь Геловани Георгий Варлаамович — умер малолетним.